# Emil Klementsson

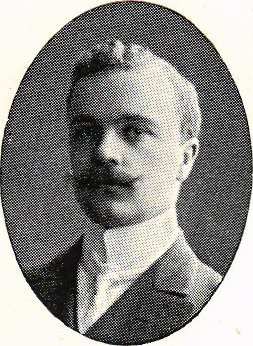
Emil Klementsson

Emil Martin Alexander Klementsson, född 27 juni 1879 i Malmö, död 28 mars 1930, var en svensk psykiater och barnläkare.
Klementsson blev student vid Lunds universitet 1898, medicine kandidat 1903 och medicine licentiat 1907. Han var amanuens vid Lunds hospital samma år, amanuens och t.f. underläkare vid länslasarettets i Lund medicinska klinik 1908–1909, läkare vid den privata vårdanstalten för sinnessjuka Solliden i Åkarp, Malmöhus län, 1909–1921, och vid Arrie epidemisjukstuga tills denna indrogs. Från 1909 var han även praktiserande läkare i Malmö och läkare vid Malmö barnsjukhus från 1921 till sin död. Han var läkare vid Malmö barnkrubba och vid flera skolor i Malmö.
Klementsson avled i hjärtmuskelinflammation på Vejlefjords sanatorium på Jylland, där han vistades som konvalescent efter en omkring ett år förut företagen operation för gallsten. Han är gravsatt på Sankt Pauli norra kyrkogård i Malmö.